# El Casar de Escalona
El Casar de Escalona ist eine spanische Gemeinde  (municipio) in der Provinz Toledo der Autonomen Region Kastilien-La Mancha. 2024 hatte die Gemeinde 2.128 Einwohner. Die Gemeindefläche beträgt 39,55 km². 

## Lage
El Casar de Escalona liegt etwa 45 Kilometer nordwestlich von Toledo und etwa 75 Kilometer südwestlich von Madrid in einer Höhe von ca. 460 m. Der Río Alberche begrenzt die Gemeinde im Norden. Am Südrand der Gemeinde führt die Autovía A-5 entlang. Ganz im Südwesten befindet sich auch der Flugplatz Aerópolis (Aeródromo Aerópolis Airport).

## Bevölkerungsentwicklung
| Jahr      | 1900  | 1910  | 1920  | 1930  | 1940  | 1950  | 1960  | 1970  | 1981 | 1991 | 2001 | 2011  | 2021  |
| --------- | ----- | ----- | ----- | ----- | ----- | ----- | ----- | ----- | ---- | ---- | ---- | ----- | ----- |
| Einwohner | 1.278 | 1.520 | 1.696 | 1.794 | 1.653 | 1.679 | 1.533 | 1.031 | 859  | 883  | 986  | 2.288 | 1.791 |

## Sehenswürdigkeiten
- Julianus-und-Basilius-Kirche (Iglesia de San Julián y Santa Basilisa)
- Rochuskapelle

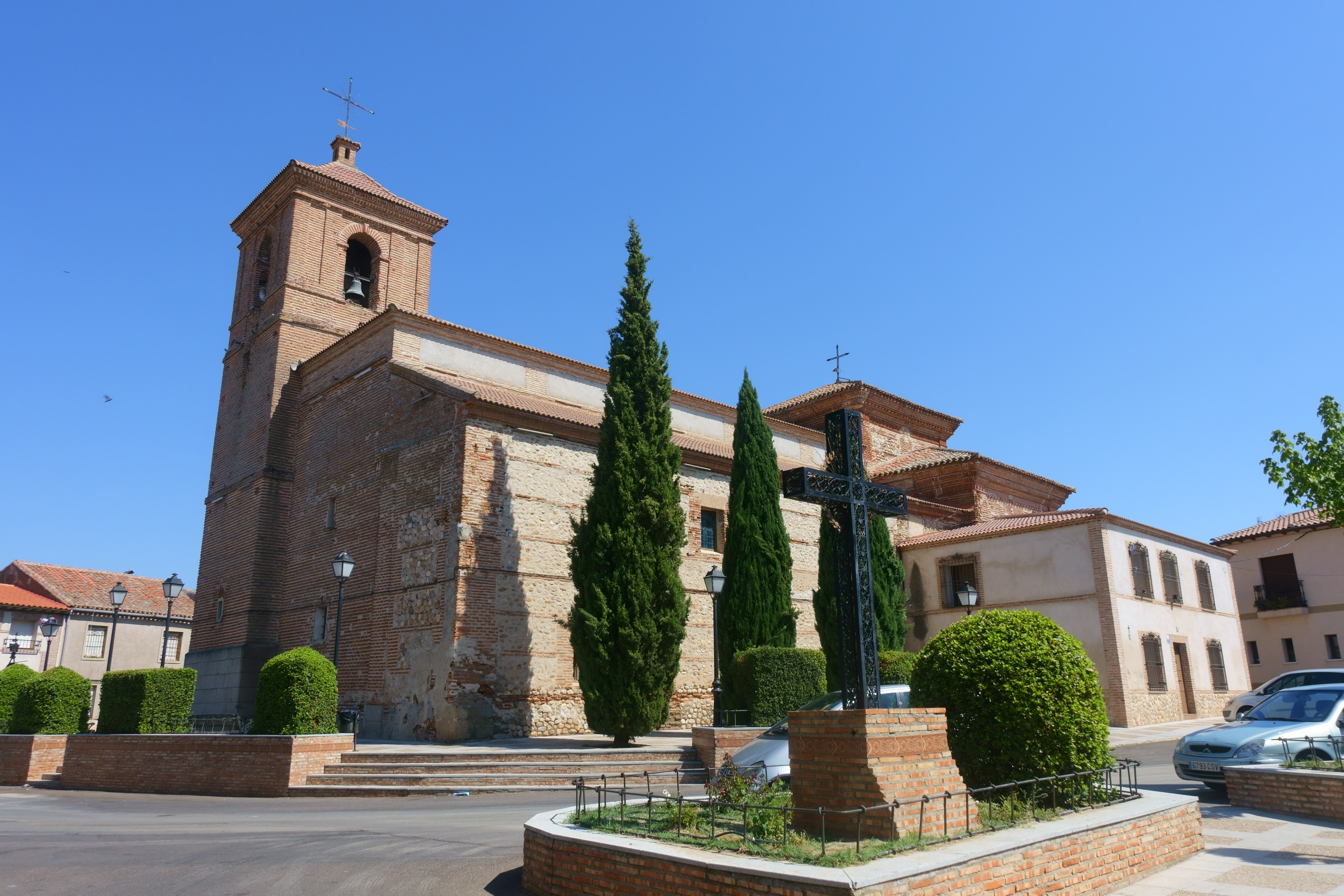
Julianus-und-Basilius-Kirche
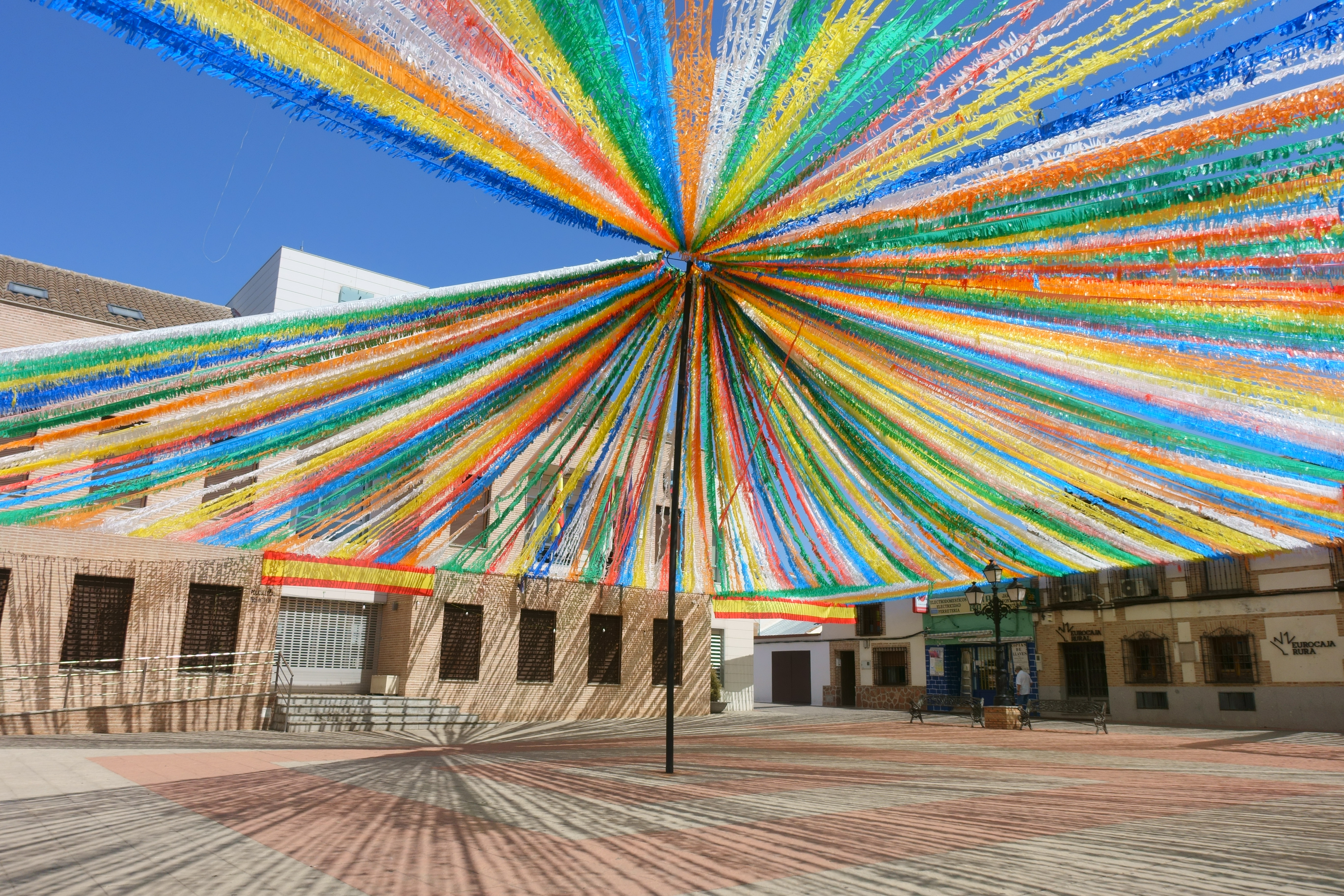
Platz mit Rathaus
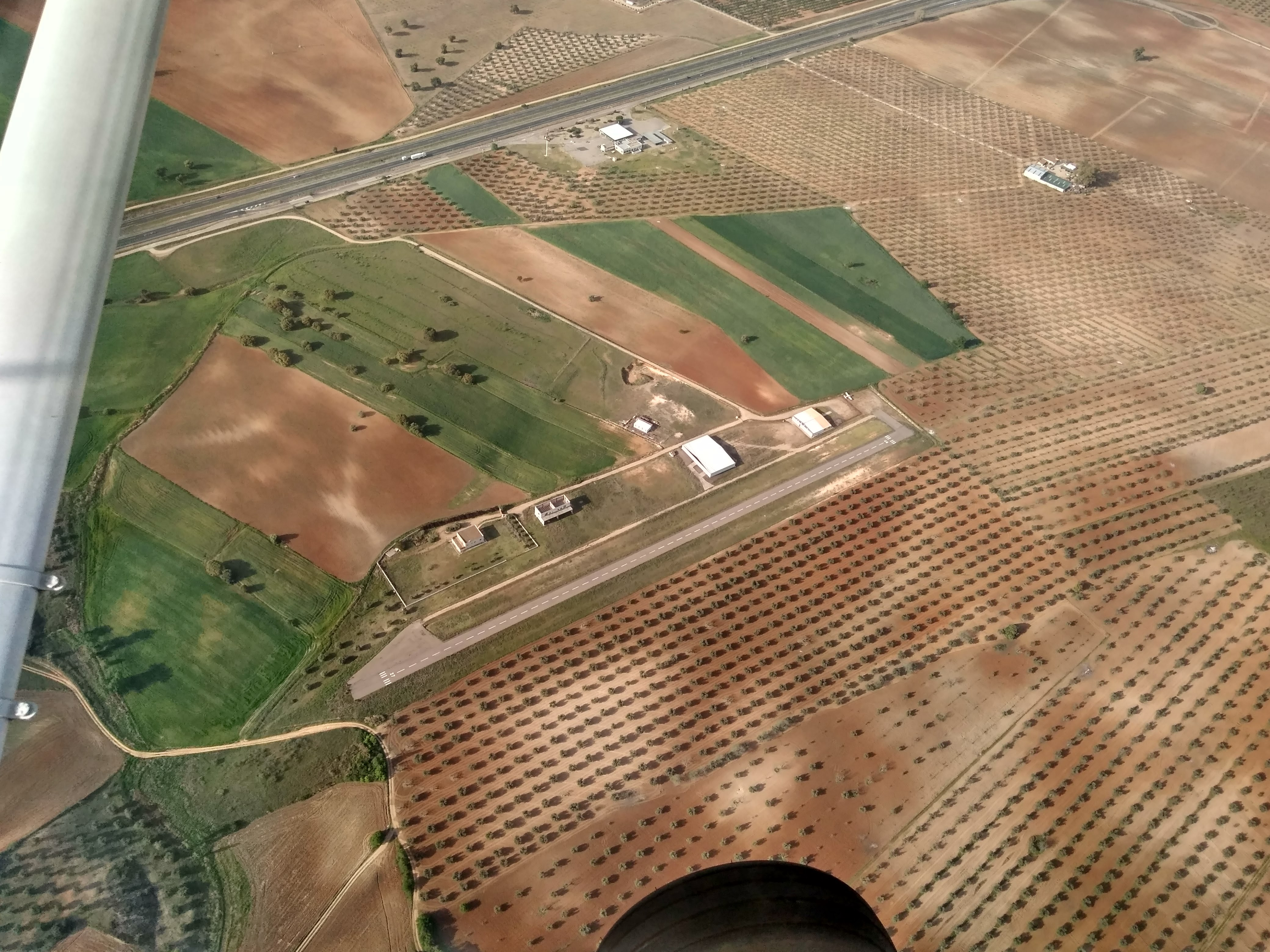
Flugplatz Aeropolis